# Vilmoş Gheorghe
Vilmoș Gheorghe (Valea Strâmbă, 3 febbraio 1941 – Brașov, 16 dicembre 2001) è stato un biatleta rumeno.

## Partecipazioni olimpiche
| Competizioni | Pos. | Data             | Città     |
| ------------ | ---- | ---------------- | --------- |
| 20 km        | 5ª   | 4 febbraio 1964  | Innsbruck |
| 20 km        | 22ª  | 12 febbraio 1968 | Grenoble  |
| 4 x 7,5 km   | 7ª   | 15 febbraio 1968 | Grenoble  |
| 20 km        | 32ª  | 9 febbraio 1972  | Sapporo   |
| 4 x 7,5 km   | 9ª   | 11 febbraio 1972 | Sapporo   |